# Richard Gay
Richard Nicolas Gay (Chamonix, 6 de marzo de 1971) es un deportista francés que compitió en esquí acrobático, especialista en las pruebas de baches.
Participó en los Juegos Olímpicos de Salt Lake City 2002, obteniendo una medalla de bronce en la prueba de baches.

## Medallero internacional
| Juegos Olímpicos | Juegos Olímpicos                | Juegos Olímpicos  | Juegos Olímpicos |
| Año              | Lugar                           | Medalla           | Prueba           |
| ---------------- | ------------------------------- | ----------------- | ---------------- |
| 2002             | Salt Lake City (Estados Unidos) | Medalla de bronce | Baches           |